# All Alone (chanson de Superbus)
Cet article concerne la chanson de Superbus. Pour la chanson de Gorillaz, voir All Alone (chanson).
Singles de Superbus
Mes défauts
(2010) À la chaîne
(2012)
All Alone est une chanson du groupe de pop rock français Superbus, présente sur l’album Sunset ; elle en a été le premier extrait paru en single.

## Clip vidéo
Le clip, réalisé par Mark Maggiori a été tourné début mai 2012, et est sorti le 7 juin. On y voit la chanteuse Jennifer Ayache partir de Sunset Boulevard, traverser tout Los Angeles, croiser les quatre musiciens et marcher jusqu'à la mer.

## Parution
Le single est sorti en digital le 21 mai 2012.

## Liste des pistes
Pour la première fois dans l'histoire du groupe, un EP de remixes est sorti en digital le 22 août. Il est composé ainsi : 
| No | Titre                                         | Durée |
| -- | --------------------------------------------- | ----- |
| 1. | All Alone                                     | 3:39  |
| 2. | All Alone (J.O.B Remix Club)                  | 5:00  |
| 3. | All Alone (Seven Lions Remix Club)            | 4:25  |
| 4. | All Alone (Sound Remedy Remix Club)           | 5:16  |
| 5. | All Alone (Hector Cole & Feerkins Remix Club) | 3:27  |